# Кыжья
Кыжья — река в России, протекает в Александровском районе Пермского края. Устье реки находится в 74 км по левому берегу реки Вильвы. Длина реки составляет 10 км. В верхнем течении также называется Западная Кыжья.
Исток реки в 17 км к северо-западу от центра города Кизел на холмах предгорий Северного Урала. Река течёт на восток, всё течение проходит по ненаселённому лесу. Единственный именованный приток — Полуденная Кыжья (правый), выше его устья Кыжья обозначается на картах как Западная Кыжья. Впадает в Вильву у покинутой деревни Кыжья.

## Данные водного реестра
По данным государственного водного реестра России относится к Камскому бассейновому округу, водохозяйственный участок реки — Кама от города Березники до Камского гидроузла, без реки Косьва (от истока до Широковского гидроузла), Чусовая и Сылва, речной подбассейн реки — бассейны притоков Камы до впадения Белой. Речной бассейн реки — Кама.
По данным геоинформационной системы водохозяйственного районирования территории РФ, подготовленной Федеральным агентством водных ресурсов:
- Код водного объекта в государственном водном реестре — 10010100912111100007338
- Код по гидрологической изученности (ГИ) — 111100733
- Код бассейна — 10.01.01.009
- Номер тома по ГИ — 11
- Выпуск по ГИ — 1